# Olympischer Yachthafen Tallinn

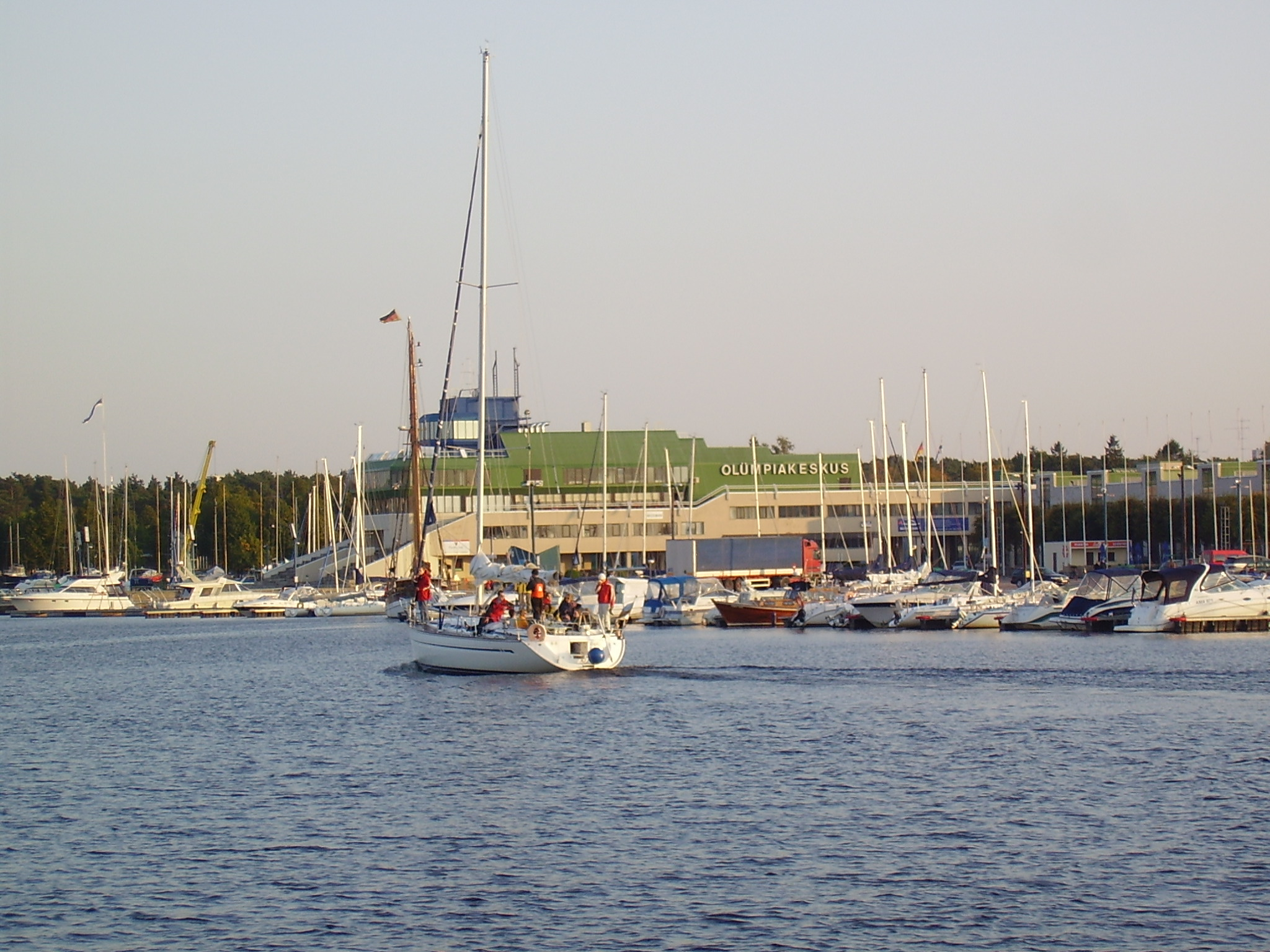

Der Olympische Yachthafen Tallinn (estnisch: Tallinna Olümpiapurjespordikeskus) ist ein Sportboothafen in Pirita, einem Vorort der estnischen Hauptstadt Tallinn.
Der Yachthafen wurde anlässlich der Olympischen Sommerspiele 1980 in Moskau errichtet und war Austragungsort der olympischen Segelregatten. Die für den Bau verantwortlichen Architekten waren Henno Sepmann, Peep Jänes, Ants Raid und Avo-Himm Looveer.
Seit 1997 steht der Hafen unter Denkmalschutz.